# Lijst van oorlogsmonumenten in Rozendaal
De Nederlandse gemeente Rozendaal heeft 4 oorlogsmonumenten. Hieronder een overzicht.
| Nr.  | Object                                                     | Herdachte groep                      | Ontwerper       | Onthulling       | Type        | Locatie                 | Plaats    | Coördinaten                  | Foto                                                       |
| ---- | ---------------------------------------------------------- | ------------------------------------ | --------------- | ---------------- | ----------- | ----------------------- | --------- | ---------------------------- | ---------------------------------------------------------- |
| 1379 | Monument bij de Emmapiramide                               | burgerslachtoffers, verzet Nederland |                 | 13 december 1997 | gedenksteen | Kluizenaarsweg, 6891 DN | Rozendaal | 52° 1' 0" NB, 5° 58' 44" OL  | Monument bij de Emmapiramide                               |
| 1381 | Monument voor Geallieerde Vliegers                         | geallieerde militairen               | Eugène Terwindt | 15 juni 1993     | plaquette   | Eerbeekseweg            | Rozendaal | 52° 3' 4" NB, 5° 57' 5" OL   | Monument voor Geallieerde Vliegers                         |
| 2157 | Gedenksteen voor Jan Klaver, Harry Kuyper en Charles Mozes | verzet Nederland                     |                 |                  | zwerfkei    | Pinkenbergseweg         | Rozendaal | 52° 0' 24" NB, 5° 58' 38" OL | Gedenksteen voor Jan Klaver, Harry Kuyper en Charles Mozes |
|      | Gedicht bij de Emmapiramide                                |                                      |                 | 13 december 2021 | gedicht     | Kluizenaarsweg, 6891 DN | Rozendaal | 52° 1' 0" NB, 5° 58' 44" OL  | Gedicht bij de Emmapiramide                                |

Aalten ·
Apeldoorn ·
Arnhem ·
Barneveld ·
Berg en Dal ·
Berkelland ·
Beuningen ·
Bronckhorst ·
Brummen ·
Buren ·
Culemborg ·
Doesburg ·
Doetinchem ·
Druten ·
Duiven ·
Ede ·
Elburg ·
Epe ·
Ermelo ·
Harderwijk ·
Hattem ·
Heerde ·
Heumen ·
Lingewaard ·
Lochem ·
Maasdriel ·
Montferland ·
Neder-Betuwe ·
Nijkerk ·
Nijmegen ·
Nunspeet ·
Oldebroek ·
Oost Gelre ·
Oude IJsselstreek ·
Overbetuwe ·
Putten ·
Renkum ·
Rheden ·
Rozendaal ·
Scherpenzeel ·
Tiel ·
Voorst ·
Wageningen ·
West Betuwe ·
West Maas en Waal ·
Westervoort ·
Wijchen ·
Winterswijk ·
Zaltbommel ·
Zevenaar ·
Zutphen